# 鶴ヶ島市立図書館
鶴ヶ島市立図書館（つるがしましりつとしょかん）は、埼玉県鶴ヶ島市にある公共図書館。
中央図書館、東分室、西分室、南分室、北分室、富士見分室、大橋分室、若葉駅前カウンターからなる。鶴ヶ島市役所1階にミニライブラリーがある。
2016年（平成28年）4月から指定管理者制度を導入し、株式会社図書館流通センターが指定管理者となっている。川越市、坂戸市、日高市、川島町、毛呂山町、越生町の住民も利用できる。

## 沿革
鶴ヶ島に町制が施行された1966年（昭和41年）、鶴ヶ島公民館の2階の一部に図書館が開設され、「図書館設置条例」「鶴ヶ島町立図書館設置条例施行規則」が公布された。当時の鶴ヶ島町は若い世代が多く、住民自治も活気にあふれており、行政まかせでない社会教育活動のなかで、地域住民の声をききながら公民館づくりが行われた。住民が将来を見据えて公民館に図書館分室を設置するよう要求したことが聞き入れられ、町内5つの公民館に図書室が併設された。
1971年（昭和46年）、図書館機能を開始。団地内の家庭文庫への団体貸出、公園への移動文庫などを行うなど、町内の関係施設（公民館、学校、働く婦人の家、児童館、老人福祉センター等）と相互に連携をしつつ、住民が主体となって図書館機能を多方面に発展させていった。1977年（昭和52年）4月には、図書館、教育委員会、小・中学校図書室担当者による鶴ヶ島町図書館連絡協議会を設置した。
1984年（昭和59年）3月、その後10年間の将来目標と基本政策となる「鶴ヶ島町総合計画」が策定され、その中で「社会教育の条件整備」として、図書館活動の充実が盛り込まれる。町制施行20周年となる1985年（昭和60年）10月、同年に新築された南公民館が主体となり、一週間にわたって町内5つの公民館で多彩な催しが行われる「第1回図書館まつり」を開催。最終日の挨拶で、石井喜八郎町長（当時）は町総合計画にもとづき独立した中央図書館の建設を発表、町民に次年度からの予算計上を約束した。図書館まつり開催前の同年2月には図書館条例を改正、 4月には名称を鶴ヶ島町立図書館から鶴ヶ島町立中央図書館に改称している。同年12月開催された「第1回社会教育を考えるつどい」の分科会において、「くらしの中に生きる図書館」をテーマに討議が行われ、恒常的に中央図書館建設や分室の機能充実を考える組織の必要性を確認、翌1986年（昭和61年）5月、鶴ヶ島の図書館を考える会が結成される。
1987年（昭和62年）3月、町教育委員会が外部機関に委託調査をした結果として『鶴ヶ島町図書館計画　図書館サービス網と中央図書館建築の計画 1987』が策定された。町教育委員会は、図書館基本計画に関するパンフレット「本の森を育てようー図書館のまちつるがしまをめざしてー」を作成、町内全戸配布して町民に意見を求めた。1988年（昭和63年）には、住民、議会代表、学識経験者等10名で構成される「中央図書館建設委員会」（以下、建設委員会）が発足、1989年（昭和64年）5月までの6回にわたり、図書館建設についての議論を行った。しかし、1989年（昭和64年）9月、石井町長が収賄容疑で逮捕され、辞任する。建設委員会が第1回報告書「暮しのなかに生きる図書館　鶴ヶ島中央図書館のめざすもの」を提出した直後のことであった。
住民参加を推進し公約にも掲げ、住民の信頼を得ていた石井町長に代わって、同年11月に内野欣町長が就任する。内野町長は社会教育行政の見直しを主張し、住民の町政参加を否定、これまで町教育委員会が継続し採用してきた社会教育関係職員（学芸員、社会教育主事、図書館司書）の市長部局への配転などを行った。1990年（平成2年）には、最終答申を待たずに建設委員会を凍結、翌1991年（平成3年）9月、市制施行と同時に建設委員会は廃止となる。これらの社会教育活動を全面否定する政策に対して起こった社会教育職員不当配転闘争は、市側と和解が成立するまで3年間続いた。
1993年（平成5年）6月に「鶴ヶ島市立中央図書館及び（仮称）鶴ヶ島市立市民文化ホール建設基本構想」が策定され、10月に行われた市長選挙で品川義雄市長が当選すると、中央図書館建設についての検討作業は加速していく。同年12月には、建設検討委員会を設置し、市民の意見を聞く会も開催した。
1994年（平成6年）1月、「鶴ヶ島市立中央図書館建設基本構想及び（仮称）鶴ヶ島市立市民文化ホールの見直しに伴う基本方針」を策定、その後は実施設計、開設準備室の設置、用地取得、市民懇談会などを行い、建設工事に着工する。
1996年（平成8年）10月、鶴ヶ島市立中央図書館が開館した。初代館長は、朝霞市立図書館館長を退職後、建設検討委員会委員を経て開設準備に携わった大澤正雄。図書館をすべての市民に広めるという考えから、中央図書館開館の3か月前から「『登録者1万人』大作戦」と称したPR作戦を実施、開館日までに市内の商店、社会教育施設等にチラシ等でPRをし、3つの駅頭でも呼びかけ宣伝を行った。その成果あって、開館の翌10月2日には1万人を突破した。開館初年度である平成8年度の貸出点数は523,219点で、その後増加を続け、平成11年度には1,360,674点に達した。二代目館長は、『図書館長の本棚』を書いた若園義彦である。
1997年（平成9年）7月1日から、鶴ヶ島市、川越市、坂戸市、日高市、川島町、毛呂山町、越生町の7市町で構成される埼玉県川越都市圏まちづくり協議会による図書館相互利用が開始された。
2013年（平成25年）4月、カウンター業務委託が始まる。
2015年（平成27年）5月から6月に開催した市民意見交換会、および同年9月から10月に募集したパブリックコメントを元に、2025年までの鶴ヶ島市立図書館のサービス指針となる「鶴ヶ島市立図書館基本構想」が策定された。2016年（平成28年）4月から指定管理者制度を導入している。

## 事業・取り組み

### 鶴ヶ島ラノベクエスト
鶴ヶ島を舞台としたライトノベル『鶴ヶ島コンビニ戦記』の著者・幻夜軌跡（鶴ヶ島市在住）が立ち上げた鶴ヶ島まちおこし委員会と図書館の共催による、ライトノベルやアニメ、コスプレ等のメディア文化をテーマにしたイベントで、第1回は2015年（平成27年）4月19日に開催された。図書館側としては、イベントを契機として図書館に中高生を呼び戻すこと、鶴ヶ島におけるサブカルチャー発信というねらいがあった。スタンプラリー方式で著者講演会やコスプレ世界王者の講演会、ライトノベル限定のビブリオバトルを行い、5つのクエストをクリアすると、『鶴ヶ島コンビニ戦記』の同人誌がプレゼントされるという内容で、当日は123人の来場があり、うち中高生は20〜30人であった。第2回は2016年（平成28年）6月26日に開催された。

### つるがしまどこでもまちライブラリー
市役所1階のロビーに新設される本棚を活用する方法として、2016年（平成28年）1月23日に開設された。その後も地域交流の場として、本を寄贈して棚を充実させる「植本祭」や、蔵書印を作るための消しゴムはんこづくりなど、イベントも定期的に行っている。開設にあたっては、まちライブラリー提唱者の磯井純充に助言を仰いでいる。

### レインボー図書館ぐるっとスタンプラリー
2016年（平成28年）11月から2017年（平成29年）3月まで、川越市、鶴ヶ島市、坂戸市、日高市、川島町、毛呂山町、越生町の7市町の各図書館を巡るスタンプラリーを開催した。図書館の未利用者を呼び込み、各地域の周遊を促す目的で埼玉県川越都市圏まちづくり協議会が主催。7市町すべてのスタンプを集めると、各自治体キャラクターグッズなどの記念品がプレゼントされた。

## 中央図書館

### 基礎情報
- 所在地：鶴ヶ島市大字高倉1247番地1[39]
- 敷地面積：11,212.19m2（敷地外駐車場を除く）[39]
- 建築面積：3,430.93m2[39]
- 延床面積：4,254.7m2[39]
- 構造：RC造、地上2階建て[39]
- 設計、監理：土屋巌建築設計事務所

### 開館日・開館時間
- 開館日：火曜日〜日曜日[40]
- 開館時間：9：00〜19：00[40]

### 休館日
- 月曜日（国民の祝日にあたる場合は開館）[41]
- 年末年始（12月29日〜1月3日）[41]
- 特別整理期間[41]

### 交通アクセス
- 東武東上線若葉駅から鶴ヶ島市内を走る公共バス「つるバス」に乗り、「中央図書館」下車[42]

## 分室・駅前カウンター
公民館機能を持つ各市民センター併設の分室が6分室、東武東上線若葉駅東口にある 商業施設「ワカバウォーク」の市民活動推進センター内に、図書の貸出・返却・利用者登録等のサービスを行う若葉駅前カウンターがある。
| 名称               | 開設年月              | 住所                     | 開館時間    | 開館日                                 |
| ------------------ | --------------------- | ------------------------ | ----------- | -------------------------------------- |
| 東分室             | 1987年（昭和62年）4月 | 鶴ヶ島市五味ヶ谷202      | 9:00〜17:00 | 水・金・土・日曜日                     |
| 西分室             | 1996年（平成8年）9月  | 鶴ヶ島市新町4-17-8       | 9:00〜17:00 | 火・水・木・金・土・日曜日             |
| 南分室             | 1985年（昭和60年）4月 | 鶴ヶ島市鶴ヶ丘375-1      | 9:00〜17:00 | 水・金・土・日曜日                     |
| 北分室             | 1986年（昭和61年）6月 | 鶴ヶ島市脚折2171-1       | 9:00〜17:00 | 火・金・土・日曜日                     |
| 富士見分室         | 1987年（昭和62年）6月 | 鶴ヶ島市富士見五丁目11-1 | 9:00〜17:00 | 火・木・土・日曜日                     |
| 大橋分室           | 1991年（平成3年）7月  | 鶴ヶ島市太田ヶ谷883      | 9:00〜17:00 | 火・木・土・日曜日                     |
| 若葉駅前カウンター | 2016年（平成28年）4月 | 鶴ヶ島市富士見1-2-1      | 9:00〜21:00 | 年末年始（12月29日〜1月3日）以外の毎日 |